# 정당
정당(政黨) 또는 당(黨)은 공공 이익의 실현을 목표로 하여 정치적 견해를 같이 하는 사람들이 자발적으로 조직한 집단을 일컫는다. 정당은 정치의 기구·조직 가운데서 비교적 최근에 발달한 편에 속한다. 사회가 근대화됨에 따라 정치가 다원화하는 것을 반영하는 데 있어서 의회만으로는 충분하지 못하게 되어 여기서 생기는 투입과정의 차질을 보완하기 위하여 점차 정당이 형성되기 시작되었다.
서구의 정치사에서는 근대정당의 성립과 발전을 대체로 19세기 초부터 잡고 있으며 의회정치를 기준으로 해서 볼 때에는 나라에 따라 19세기 말에 이르러서야 정당정치의 전통이 확립되는 경우도 있다. 근세 이전은 말할 것도 없고 16세기에 이르는 사이에 정당이 발달하지 못했던 이유는 정치에 참여하는 인구가 한정되어 있었기 때문이다. 정치가 귀족이나 지식을 가진 계층에 의하여서만 이루어질 때 정치를 좌우하는 것은 합리성이며 또한 그 바탕은 동질적인 것이다. 이러한 단일의 정치적 주체에 대하여 처음에는 부르주아지가, 그리고 뒤이어서 프로레타리아가 도전하면서 정치는 복잡한 투쟁관계로 변모하게 되었다. 투쟁의 첫단계에서는 주로 폭력이 이기고 지는 것을 가름했으나 어느 쪽의 종국적인 승리도 있을 수 없다는 사실을 깨닫게 되어서는 타협과 선의의 경쟁이 룰(rule)이 되었고 이에 정당이 필요 불가결한 것으로 등장하게 된 것이다. 정당의 기본적인 개념을 정치사회적으로 보아 다원적 경쟁사회에서 성립하는 것으로 여길 때 현대의 전체주의적 국가에서 볼 수 있는 단일정당은 정당이라고 하기보다는 특수 기능을 장악한 정부의 한 조직으로 판단할 수 있다. 정당이란 어휘 자체가 원래 '부분적인 모임'이라는 뜻에서 만들어진 것이다. 또 현대의 신생 제국에서 대개의 경우 정당의 존재를 확인할 수 있긴 하나 서구적인 기준에서 보면 정당이라고 하기보다는 지배자의 손발과 같은 사조직이라고 하는 것이 타당할 때가 많다.

## 특징
정당의 특징을 몇 가지 들어 보면 다음과 같다.
1. 정당은 집단적 조직이다. 어떤 나라에서는 법률로써 최저 몇 명 이상의 구성원이 있어야 정식으로 정당이 될 수 있다고 규정하고 있지만 일반적으로 생각할 때에도 어느 정도 이상의 사람이 모여 있지 않으면 안 된다. 대중정당은 수만에서부터 수백만의 당원을 가지는 규모로서 영국의 보수당은 8백만 명 이상이며 대한민국의 민주자유당은 4백만 명 이상이다. 코커스적 조직을 기반으로 하거나 명망가들을 중심으로 하여 조직된 정당은 몇만 명도 채 안 되는 제한된 당원을 가지고 운영되는 경우가 많다.
2. 정당은 독특한 조직을 갖는다. 정당에만 고유한 어떤 조직이 있는 것이라기보다는 사회에 존재하는 조직의 모든 종류 가운데 정당 목적에 합당한 것이면 곧 이용된다. 가부장제적 조직, 군대식 조직, 세포와 같은 비밀조직, 또는 민주적 조직이 있다. 20세기에 들어와 마이헬스(R. Michels)가 민주주의를 표방하는 대중정당의 조직에서 과두적 경향을 적발해 내었던 사실은 유명하다.
3. 정당은 사회단체와는 달리 정치 권력의 획득을 수단으로 정치에 영향을 끼칠 수 있다. 양당정치라고 하는 것은 두 개의 정당이 교대하여 정권을 담당할 때 일컫는 말이며 다당제에서의 군소정당은 정권을 획득하는 데 목표를 두기보다는 정권에 참여하거나 또는 영향을 미침으로써 만족한다. 정당은 정권을 지향한다는 점에서 교회나 노동조합, 그리고 기타 사회단체 및 압력집단과 구별된다.
4. 정당은 공익성을 그 요건으로 한다. 18세기의 영국에서 정당과 의회의 공익성을 주창했던 버크(E. Burke)의 말을 빌려보자. "정당이란 여러 사람이 한데 뭉쳐 공동의 노력으로 국가적 이익의 향상을 위해 활동하는 집단인데 이때 각당은 자체의 합의에 입각한 독특한 주장을 내세운다" 이 기준에 의하여 우리는 정당과 파벌(faction)을 구별할 수 있다. 현대는 정당의 대부분이 국민 정당으로 되어 있으나 지난날에는 한때 계급정당이 발달하여 배타적으로 싸웠고 또한 사당이 존재하여 국가 이익 같은 것은 돌보지 않았었다.
5. 정당은 선거와 병존한다. 정당이 민주정치에 반드시 필요한 이유는 선거를 치르는 데 있어서 후보자를 내고 선거의 쟁점을 내어놓으며, 국민이 정치에 참여하도록 권하며, 당선 뒤에 책임정치를 하게 하는 일을 모두 정당이 맡아 보는 까닭이다. 이와 같이 정당의 일반적인 공통점을 말할 수는 있으나 정당은 각국의 정치문화 및 정치기구의 특징에 따라 그 면모는 각양 각색이 된다. 그러나 대체로 의원내각제와 대통령중심제 및 후진국의 유형으로 나누어 볼 수 있다. 의원중심제 정부형태의 모델로는 영국이 가장 적절하다. 그 나라에서는 정당이 생기기 훨씬 이전부터 의회가 발달하였으므로 의회정치를 중심으로 하여 정당이 생겨났다. 따라서 원내 정당이 커다란 비중을 차지한다. 한 정당이 선거에서 이기면 그 당의 수상으로 되며 반대당이 되었을 때에도 응분의 책임을 지기 때문에 수상과 같은 보수를 받으며, 항상 집권 태세를 갖추어 이른바 '섀도 캐비닛'을 구성하고 있다. 이 체제에서는 강력한 정당조직이 필요한 동시에 선거때만이 아니라 평소에도 정당활동을 전개하여 언제나 선거를 할 수 있도록 준비한다. 이에 대하여 미국을 예로 들 수 있는 대통령제에서는 정당은 '선거를 위한 기구(the election machine)'에 불과하며 상설된 조직을 갖지 않고 당수도 없으며, 당을 바꾸어도 변절로 생각하지 않는다. 이와 같은 느슨한 정당제도를 갖고 있기 때문에 비로소 권력의 분립과 견제의 작용이 효력을 발생한다. 대통령은 같은 당이 의회에서 다수를 확보하고 있을 경우일지라도 정당을 통하여 의회를 조종할 수 없게 되어 있다. 제2차 세계 대전 후에 수많은 나라들이 독립하였고 대부분의 나라들은 서구의 정치를 모방하는 과정에서 정당을 만들었다. 그러나 서구의 사회, 경제, 정치적인 여러 여건이 구비되어 있지 않은 처지에서 정당정치는 흔히 비뚤어져 갔다. 선거에 의하여 정권이 교체되지 않기 때문에 이른바 1과 ½의 정당제가 되고 말며 또한 정당은 정치과정에서 국민과 연결되지 못하고 지배자의 친위당이 되고 말아 책임정치를 수행하는 데 아무런 도움도 주지 못한다.

## 역사
인간이 도당 또는 당파를 조직해서 정치적 목적을 달성하려고 한 역사는 오래된다. 이것을 인간의 투쟁본능의 표현으로 보는 설도 있으나, 어떻든 단결이 힘의 결집수단으로서 효과적이라는 단순한 이유가 작용하고 있음은 틀림이 없다. 정당도 이러한 당파현상이라고 할 수 있겠으나 단순한 도당과 정당 사이에서는 유사점보다도 상위점 쪽이 중요한 의미를 갖는다. 정당은 근대적 의회제도 아래서 정치권력을 위해 투쟁하는 조직이지만, 도당은 역사적으로 그 이전의 현상이며, 정치권력이 개인 내지 폐쇄적인 집단에 독점되었던 시대에 거기에 대항하는 집단으로서의 도당은 직접 폭력수단에 호소하지 않으면 안 되었다. 즉 암살이나 협박, 반란 같은 수단에 의존했는데, 권력측도 이에 대항해서 투옥, 사형 등의 위력수단으로 준열한 탄압을 가했다. 그 결과 반정부세력은 종종 비밀결사의 형태를 취하게 되고, 당파의 목적·구성원·조직·활동은 일체 비밀에 붙여지고, 이 비밀의 유지를 위해서는 엄격한 규율이 준수되었다. 한편 정당은 근대적 의회정치와 더불어 발전해 온 조직이다.
근대적 의회정치는
1. 유권자의 범위에 넓고 좁은 차이는 있어도 어떻든 일반국민이 선거에 의해 국민 가운데서 전체국민을 대표하는 의원을 선출하고,
2. 의회가 입법, 예산 및 정부감독의 권한을 가지며,
3. 의회의 의사가 공개된장소에서 토론과 설득의 절차를 거쳐 최종적으로 다수결에 의해서 결정되는

제도를 말한다.
‘전국민을 대표하는 의원’의 개념은 고정적 이해의 대립을 초월한 공적인 국가의 성립을 전제로 하며, 이해관계나 의견의 대립을 무력이 아니라 토론과 다수결로 해결한다는 것은 다수와 소수를 초월한 전체라는 개념이 인정되고 있는 것을 의미하며, 근대적 의회정치가 시민사회를 기초로 하는 근대국가에서 비로소 가능하게 되었다는 것을 말해 주고 있다. 이리하여 의회 내부에서 동지로서 의원을 모아 다수파의 자리를 차지하기 위한 노력이 벌어지고, 의원의 원내조직으로서 정당이 생기게 된 것은 극히 당연한 일이었다. 의회의 세력이 한층 더 강화되어 정부가 의회의 다수파를 기초로 해서 설립되게 되자 정당도 정권의 획득·유지를 위해 그 결속을 한층 더 강화하게 되었고, 또 유권자의 범위가 한층 더 확대됨에 따라 정당 자체가 선거활동의 영역에까지 그 활동범위를 넓히게 되었다. 이렇게 정당의 활동은 의회정치의 구조와 불가분의 관계에 있다.

## 목적
정당이라는 조직의 목적을 어떻게 보는가에 관해서는 특정의 주의 및 정책의 실현이라고 하는 설과 정권의 획득·유지라고 하는 설이 있는데, 보다 현실적인 관점에서 후자의 설이 타당하다고 해야 할 것이다. 버크(1729년-1797년)는 '정당이란 그 성원 전원의 지지를 받는 특정원리에 입각해서 공동의 노력으로 국가적 이익을 추진시키는 것을 목적으로 하는 일단의 사람들의 결합체'라고 하는 유명한 정의를 내렸으나 실제로는 정책단체라고 볼 수 없는 정당이 적지 않다. 가령 미국의 양대 정당은 대통령선거가 있는 해의 여름에 각기 당대회를 열어 당의 강령을 발표하나, 양당 사이에 정책상의 차이는 별로 없고, 또 어느 당이건 선거강령과 집권 후의 정책 사이에는 차이가 있게 마련이다. 뿐만 아니라 의회에서 의안이 채결될 때에는 같은 당 소속의 의원이 찬반 양진영으로 갈라지는 것이 보통이다. 이러한 정당을 정책을 중심으로 결집한 사람들의 집단으로 보는 것은 비현실적이며, 오히려 정권의 획득과 유지를 목적으로 하는 정치단체로 보는 편이 타당할 것이다.

## 투쟁조직으로서의 정당
2개 이상의 정당이 다같이 정권장악을 목적으로 해서 활동한다는 것은 이들 정당이 서로 대립관계에 서서 정권을 둘러싸고 투쟁하는 조직이라는 것을 의미한다. 이 투쟁은 선거에서부터 시작되어 입법·사법·행정의 모든 영역에서 인사 및 정책에 관해 격렬히 전개된다. 그러나 정당이 투쟁조직이라는 것은 반드시 정당 상호간의 관계가 전부 적대적이라는 것을 의미하지는 않는다. 3개 이상의 정당이 존재할 때는 선거나 내각타도라는 공통의 목표를 위해 몇 개의 정당이 잠정적·부분적인 협력관계를 맺는 예가 적지 않다. 또한 연립내각도 이러한 잠정적·부분적 협력의 한 형태이다. 그러나 이러한 협력은 어디까지나 일시적·부분적이며, 결국은 투쟁의 한 국면에 지나지 않는다. 만약 지속적·전면적인 협력이 실현된다면 그것은 이미 정당의 병합을 의미하는 것이다. 투쟁조직으로서의 정당의 당면 과제는 투표자·지지자·당원 및 소속의원의 수를 늘리는 당세확장이지만, 이에 못지않게 중요한 것은 당원의 질을 높이고 그 사기를 고무해서 당의 결속을 강화하는 일이다. 왜냐하면 무원칙·무방침의 팽창정책이 당내에 많은 이질분자를 끌어들이는 결과를 낳아, 분파의 대립을 격화시켜 통제를 마비케 하고 결국은 당의 투쟁력 약화를 초래할 것이기 때문이다. 이런 점에서 말하면 정당은 대립정당이 완전히 약체·무력하게 되는 것을 바라기보다는 강력하기를 바란다. 강력한 경쟁대상이 있어야 당내의 결속이 공고해지는 것이며, 상대방이 무시해도 될 만큼 무력할 때는 당의 결속이 이완되어 내분이 생기는 예가 많다.

## 자주적 결사로서의 정당
정당은 의회정치라는 기계를 움직이는 엔진이라고 할 만큼 중요한 공적 조직이며, 정당이 없는 민주정치는 생각할 수도 없다. 미국의 대통령선거나 비례대표제의 의원선거는 정당의 존재를 떠나서는 생각할 수 없으며, 의회의 의사운영도 정당이 없다면 극도의 혼란을 빚을 것이 틀림없다. 그리고 여당이 결정한 정책은 정부에 의해 실제로 시행될 수 있다. 이렇게 정당이 국가적 의의가 있는 중요한 공공의 기능을 가지고 있기는 하나, 그렇다고 정당에 국가기관적 성격이 있는 것은 아니다. 오히려 정당은 국가와는 다른 의미에서 사회에 기초를 두는 정치세력이며 본질적으로 다른 여러 가지의 결사와 동일하게 사적 성격을 띤다. 다시 말해서 정당은 근대국가에 있어서의 결사의 자유를 전제로 하는 정치결사로 특정의 정치적 목적을 공통으로 갖는 사람들의 자발적 결집체이다. 그러므로 정부가 특정 정당의 활동자금을 보조하거나 세법상 특혜를 준다면 이는 민주국가의 헌법에 위배되는 처사가 된다.

## 정당의 정책
정당은 집권을 목적으로 하는 투쟁단체이고 정책단체는 아니나, 정당과 정책 사이에는 밀접한 관계가 있다. 근대적 의회제도 자체가 편견이나 폭력이 아니라 토론과 이성에 호소하여 문제를 처리하는 제도이므로 이 제도하에서 활동하는 정당이 일정한 원리에 입각하여 주의, 주장, 정책을 놓고 투쟁한다는 것은 당연한 일이다. 선거는 본래 ‘인물’의 선택을 의미했으나, 정당이 선거 때에 정책을 발표하게 되면서부터 ‘정책’의 선택이라는 의미도 갖게 되었다. 이것은 유권자의 수가 격증하고 사회적으로 많은 계층적 이질요소가 형성되어 종전처럼 입후보자나 그 지지자인 명망가들의 지명도나 권위에만 의존해서는 표를 모으기가 곤란해진 데서 온 결과이며, 또한 정부의 시책에 의해서 적절한 해결을 기대할 수 없는 문제의 범위가 넓어졌기 때문에 유권자가 정책을 주목하는 경향이 생긴 데서 오는 결과이기도 하다. 영국에서는 1891년에 뉴캐슬에서 열렸던 전국자유당연맹대회에서, 미국에서는 1832년의 공화당전국대회에서 각각 최초의 당 강령이 발표되었다. 이 두 사건을 계기로 선거는 종전처럼 후보자 개인의 인물의 선택과 그에 대한 백지위임이 아니라 당의 정책의 검토와 선택이라는 의미를 갖게 되고, 따라서 후보자 개인의 투쟁이 아니라 당과 당 사이의 투쟁의 성격을 띠게 되었다. 또 선거 후에도 의원은 종전처럼 유권자의 백지위임을 받는 것이 아니라 당의 공약으로 그 행동이 규제되며, 또 유권자의 감시와 비판을 받게 되었다. 의원이 당원으로서 당의 강령에 구속되는 것은 당연한데, 의회 안에서의 당원의 행동통일을 기하기 위해 당의 규율도 점차 엄격해지게 되었다. 이리하여 종래와 같이 유권자의 통제를 벗어나 스스로의 양심과 판단에 기해 자주적으로 행동하는 의원은 없어지고, 의사당은 극언해서 거수기에 불과한 의원들을 조종하는 정당의 투쟁장소가 되었다고 할 수 있을 것이다. 정당이 선거에 임해서 내세우는 정책은 될수록 많은 유권자의 지지를 받아 선거에서 승리하기 위한 수단이다. 유권자의 지지를 받기 위해서는 대자본가, 중소기업자, 농민노동자, 연금생활자, 실업자, 인텔리층 기타 사회적 이해관계에 대해서는 서로 모순되는 듯한 여러 계층의 정치적 요구를 광범하게 당의 강령 속에 반영시키지 않으면 안 된다. 그래서 당이 표방하는 정책은 내용이 포괄적이고 막연한 것이 되기 쉽고, 특히 중요한 정치문제에 관해서는 명확한 주장이 없는 경우가 많다. 이렇게 정당은 광범한 사회적 이익을 고려함으로써 많은 사회층으로부터 지지를 받지만 그 정당에게 ‘이끌리는 사회적 이익’과 그 정당이 ‘대표하는 사회적 이익’과는 다르다. 가령 영국의 보수당이 조직이 없는 극빈층의 표를 상당히 획득하고 있다고 해서 보수당이 극빈층의 이해를 대표하고 있는 것은 아니다. 의원이나 당운영의 중추를 장악하고 있는 간부의 출신계층이나 당자금의 공급원을 살펴보면 보수당이 대표하는 사회적 이익은 영국의 전통적인 지배계급, 즉 재계와 자본가계급이라는 것을 알 수 있다. 그리고 정당이 현실적으로 ‘수행하는 정책’은 그 정당이 ‘대표하는 사회적 이익’의 정치적 요구를 중심으로 한다는 것은 각국의 정치사가 예증하고 있다. 보통 ‘수행하는 정책’과 ‘표방하는 정책’과의 거리가 너무 멀어 사정의 변경 기타의 변명으로 일시적으로 미봉하게 되는 정도에 이르면, 공약 불이행의 비판을 초래할 것이고 유권자의 신뢰를 상실하게 될 것이다.

## 정당의 선거기능
정당은 사적 성격을 갖고 있지만 그 활동은 의회정치에서 불가결한 공적 기능을 가지고 있다. 선거는 의원, 대통령 및 기타 공직자의 지명절차이며, 각 정당은 입후보자를 내세우고 강령을 발표하며 유권자의 지지를 획득하기 위해 선거운동을 전개한다. 이러한 것에는 두 가지 의미가 있는데, 그 하나는 정당이 정치지도자 선출의 파이프로서 당에서 양성하고 선정한 자를 국민에게 제공한다는 의미이고, 또 하나는 정당이 중요한 정치문제를 쟁점으로서 국민에게 제시하고, 거기에 대한 당의 정책을 밝혀 국민의 선택을 기다린다는 의미이다. 유권자는 본래가 아무런 조직도 없는 개개인의 단순한 집합체에 불과하여, 공통의 이해나 명확한 정치적 의사를 갖추고 있는 것이 아니므로, 주권자라고는 해도 실은 수동적인 존재에 불과하다. 유권자 자신들이 정치지도자를 내세우거나 정치적 요구의 통일을 기한다는 것은 도저히 불가능하다. 입후보자와 정당이 선택의 자료를 유권자에게 제공하고 유권자는 그것을 기준으로 해서 지지 정당을 선택한다. 이런 의미에서 유권자는 정당의 활동을 통해서 비로소 효과적으로 그 정치적 발언을 할 수 있는 것이다. 정당이 유권자의 개별적 의사와 이해를 통합, 집약하는 기능을 가지고 있다는 것은 이 점을 두고 하는 말이다. 그러나 유권자는 정당에 의해 비로소 정치적 발언이 유효하게 되었으나, 실제로는 그 발언이 매우 한계가 좁았다는 사실에 주의할 필요가 있다. 즉 유권자에게 제시된 것은 한정된 정당의 후보자와 정책에 불과하며, 정치참가를 단념하지 않는 한 유권자는 제시된 선택의 자료 중 하나를 선택할 수밖에 없게 되는 것이다. 또한 유권자 앞에 제시되는 정책이 전부 내용이 막연하여 구별의 기준이 생기지 않을 때는 유권자의 선택이 무의미해져 버린다. 선거란 정당이 유권자를 위로부터 조종하여 민의를 유도하고, 체제를 택하는 소란스러운 형식적 절차라는 비판이 나오는 것도 이 때문이다. 또 정당이 정치적 쟁점을 명시하여 정치문제에 있어서의 정보를 제공하고, 여론의 형성을 지도함으로써 유권자의 정치의식을 높이는 정치교육을 행하는 것과, 혹은 선거 이외의 기회에 야당이 여론형성을 지도하여 이 여론을 배경으로 해서 정부를 비판하고, 여당이 정부의 정책을 수정시키는 것 등 국정과 여론 사이의 교량역할을 하는 것이 정당의 부차적 기능이라고 보는 설도 있다.

## 정당의 국정기능
선거 결과 양당제의 국가에서는 의회에서 다수의 의석을 차지한 정당이 집권하고, 다수정당제의 경우에는 정당 사이의 절충으로 성립된 연립내각이 정권을 담당한다. 미국에서는 보통 과반수의 선거위원을 차지한 정당의 입후보자가 대통령이 되어 국정을 담당한다. 이렇게 정권을 담당하는 당이 여당이고, 그 밖의 정당이 야당이다. 다수정당제의 국가에는 준여당과 준야당도 있을 수 있으나, 정당은 본래가 투쟁단체인만큼 엄밀한 의미에서의 중립은 있을 수 없고, 각 정당은 정권지지와 반대의 양진영으로 갈라진다. 정당의 국정기능은 주로 정권을 둘러싸고 이 양진영이 하는 역할을 중심으로 한다. 먼저 여당은 당내에서 선정한 정치지도자를 정부에 보낸다. 정부의 수반은 여당 당수인데 그 밑에 여당간부가 각료로 취임한다. 적재적소라는 말은 구호에 그치고 있으며, 당내 분파의 영수들에게 약간의 포스트를 배정하는 일이 많으며 분파의 밸런스를 중요시하고 있으나, 이 관직분배로 오히려 분파의 불만이 생기는 경우가 많아, 내각개편을 불가피하게 만드는 예가 종종 있다. 다음에 여당은 다수의 유권자의 지지를 얻는 원인이 된 '표방하는 정책'을 의회와 정부를 통해서 실천할 책임이 있다. 다수정당제하의 연립내각은 정권에 참여한 각 정당 사이에서 성립된 정책협정을 기초로 하고 있으므로 선거 때에 각 정당이 내세운 정책이 그대로 실시될 수 없음은 물론이다. 양당제의 경우에도 '표방하는 정책'과 '수행하는 정책'이 일치하지 않을 때가 많다. 그것은 공약의 '해석'을 대체로 왜곡되게 하고 '정세의 변화'라는 둔사(遁辭)에 의해 사문화되는 것이다. 이것은 정당의 '이끌리는 사회적 이익'과 '대표하는 사회적 이익'이 다르다는 점에 근본적 원인이 있으며, '표방하는 정책'이 득표의 편의라는 견지에서 정해진다는 사실에 근본원인이 있다. 여당은 의회에서는 정부를 지지하는 것이 주된 임무이며, 마치 변호사의 형사재판(刑事裁判)에서의 역할이 피고인의 변호인 것과 동일하다. 의원내각제의 경우에는 정부를 조직하는 정당이 동시에 의회의 과반수 의석을 차지하는 것이 보통이므로, 정부와 의회는 여당을 통해서 밀접한 관계를 갖는다. 바꾸어 말한다면 정부와 의회의 쌍방을 통제하는 강력한 힘이 여당에 있는 것이다. 이와는 달리 미국과 같은 권력분립제의 나라에서는 대통령이 속하는 여당이 반드시 의회의 다수파가 아니므로 정당을 통해서 정부와 의회가 연결되지 않는다면 국정은 마비될지도 모른다. 최후로 정부는 여당을 기초로 하지만 여당 그 자체는 아니며, 정부와 여당 사이에는 그 입장에 따라서 미묘한 차이가 있다. 가령 여당이 그 대표하는 사회적 이익의 여러 가지 정치적 요구를 당의 입장에서 정부에 제시하는 경우에도 정부는 여당에 대해서만 책임지는 꼭두각시와 같은 존재가 아니라, 의회 전체에 대해, 그리고 의회를 통해 전 국민에 대해서 책임을 지는 존재이기 때문에 여당이 원하는 방향대로만 움직여서는 안 되는 것이다. 다음으로 야당의 임무는 주로 정부와 여당을 비판·공격하는 데에 있다. 세상에서는 시시비비주의(是是非非主義)를 말하면서 야당의 '무조건 반대' 주의를 비판하는 일도 없지 않으나 이는 야당의 본질을 잘못 이해하는 데서 나온 소리이다. 야당은 학자나 평론가의 집단이 아니라 적의 수중에서 정권을 탈취하는 일에 전력을 기울이는 투쟁조직이다. 그러므로 기회만 있으면 적을 공격하고 적에게 조금이라도 타격을 입히려는 것이 그 본연의 자세이다. 야당의 주된 투쟁장소는 토론장으로서의 의회이며, 오히려 의회 자체의 입장에서 보더라도 야당의 존재는 필요 불가결하다. 19세기에 있어서는 의회에서의 토론이 다수세력 형성의 원동력의 하나가 될 수 있었으나, 현재는 의사당에 자리하고 있는 것은 정당이며, 웅변에 감동을 받아 개개의 의원이 그 태도를 바꾼다는 것은 있을 수 없는 일이다. 오늘날 의회에서의 토론은 매스컴을 통해서 유권자에게 호소하여 정부와 여당에게 타격을 입히는 것을 그 주된 목적으로 한다. 야당의 주된 투쟁장소는 의회이지만 유세활동 및 선거구에서의 일상활동을 통해서 직접 유권자와 접촉하여 호소하는 것도 매우 효과적이다. 야당은 이렇게 정부와 여당을 비판 공격하는 한편으로 정권인수 태세를 갖추지 않으면 안 된다. 즉 행정책임을 맡을 능력이 있는 인재의 양성과 즉각 실천할 수 있는 현실적 정책의 연구와 준비를 게을리 해서는 안 되는 것이다. 야당은 공직을 지배할 수 없고 또 운영자금도 부족한 형편이지만 야에 있다는 사실 그 자체가 야당으로서는 최대의 이점으로 모든 실정의 책임을 여당에게 물을 수 있는 입장에 있다. 또 일체의 반정부세력이 야당 주변에 집결하게 되면 그만큼 정부타도의 전망은 밝아지는 것이다. 그런데 여당·야당을 통해서 정당은 의회운영에 불가결한 기능을 맡고 있다. 의회의 운영에 관해서는 헌법·의회법·의원 규칙 및 의사선례 등이 있으나, 그 해석이 반드시 획일적으로 확정되어 있는 것은 아니므로, 개개의 구체적인 사항은 정당 간의 협의에 의해 처리되는 경우가 많다. 수백 명의 의원을 거느리고, 방대한 업무를 처리해야 할 의회에 만약 정당이 없다면 의회의 질서 있고 효과적인 운영은 도저히 불가능해질 것이다.

## 정당의 본질
정당의 본질이 무엇인가에 대해서는 두 가지 학설이 있다. 그 하나는 정당을 다양한 사회적 이익의 정치적 요구를 조직화시켜 이를 정치에 반영시키는 민주정치의 도구로서 보는 설이며, 또 하나는 소수 지배층이 선거를 통해서 유권자를 조종하여 민의를 조작함으로써 효과적으로 지배를 합리화하기 위한 지배층의 득표조직에 불과하다고 보는 설이다. 전자의 설에 의하면 자본주의의 발전에 따라 다양한 사회적 이익이 복잡한 상호관계를 가지면서 잡다한 정치적 요구를 내세우는데, 이러한 요구는 그 자체로서는 사회 전체 중 소수자의 의사를 반영하며, 직접 정치와는 연결되지 않는다. 이러한 잡다한 요구를 집약해서 정치적 표현으로 발전시키는 작용이 정당의 존재로 인해서 비로소 가능해진다. 다시 말해서 정당은 그 입후보자와 정책을 통해서 사회적 모든 이해의 소리를 정치에 반영시키는 임무를 지니고 있으며, 따라서 사회를 대표해서 국가를 움직이는 원동력이라는 것이 제1의 학설이다. 여기에 대해 제2의 학설에 의하면 다양한 사회적 이해는 저마다의 정치적 요구를 갖고 있으나 입후보자와 정책을 결정하는 것은 사회적 이해가 아니라 정당이며, 사회적 이해는 정당이 결정한 것을 받아들이는 데 지나지 않는다. 사회적 이익과 정당의 관계를 보더라도 정당의 우위가 확실하다. 물론 정당으로서도 다수의 지지를 얻어서 정권을 장악하기 위해서는 각종 사회적 이해와 연결을 가지고, 그들의 요구를 입후보자나 정책에 반영시켜야 한다는 것은 사실이다. 이와 반대로 사회적 이해의 측에서도 정치적 발언권을 얻기 위해서는 정당과 손을 잡을 수밖에 없다. 그런데 사회적 이해는 무수히 있는 데 반해 정당은 고작 몇몇 개가 정치적 발언을 할 수 있으므로 그 관계는 정당을 정치적 지지의 결정적 매수시장으로 했으며 정당의 우위는 움직일 수 없는 것이다. 게다가 정당이란 일반 유권자가 자유로이 참가하여 당원대중의 민주적 의사로써 운영하는 조직이 아니라, 소수의 직업정치가의 집단이 당운영의 실권을 장악하고 입후보자와 정책을 결정하는 단체이다. 그러므로 정당을 현실적 입장에서 보는 한 유권자를 위로부터 조종해서 민의의 향방을 결정짓는 득표공작 기구라는 설이 성립될 수 있는 것이다. 그러나 이 설은 영국이나 미국 같은 양당제를 전제로 하며, 스칸디나비아 3국과 같은 다수정당제하에서는 해당되지 않는다. 이러한 제도하에서는 각 정당과 사회적 이익이 명확한 형태로 결부되어 있으므로 정당의 사회대표적 성격은 부인할 수 없다. 그러나 위 의의가 성립하려면 각 정당이 어느 사회 분야에 대해 확실한 주관으로 뚜렷한 문제의식과 해결 방향성이 있을 때 의미가 있다. 사회적 요구를 발언하기 위한 조직 보다 정권 쟁취의 목적이 주된 정당 체제는 민주주의를 과두정으로 후퇴시키는 결과를 야기할 수도 있다.  

## 정당에 대한 각종 구분

### 명망가 정당·근대적 정당
막스 베버는 정당조직의 역사적 변화에 주목하여 명망가 정당과 근대적 정당의 두 가지 형으로 정당을 구분했다. 명망가 정당은 근대적 의회정치의 초기단계, 즉 제한선거 시대의 정당형으로 의회내에서의 막연한 인적 결합을 의미했으며, 당규율이란 거의 존재하지 않고 이합집산이 빈번한 유동적인 성격을 갖고 있었다. 또한 당비 제도나 정기적 집회가 따르는 지속적인 조직으로서의 지방선거구 조직은 아직 존재하지 않았고, 선거시에만 지방 명망가의 정치집회가 임시적으로 열렸는데, 그 의장도 유력자가 임시로 맡는 형편이었다. 이러한 집회에서 입후보자가 선정되고 정책이 토의되었다. 그러나 정책은 입후보자나 의회의 정당에 일임되는 예도 많았다. 요컨대 지방선거구에서는 명망가가, 중앙에서는 개개의 의원이 정치의 주역이었다.
한편 근대적 정당은
| “ | 민주주의, 대중의 선거권, 대중운동과 대중조직의 필연성, 통일적 최고 지도와 엄격한 당규율의 발전 | ” |
|   | — 막스 베버                                                                                    |   |

의 결과로 생긴 것이다. 근대적 정당제도하에서 당비납부제와 정기적 집회 및 각 단계 당기관의 상호관계를 수반하는 지방선거구 및 전국의 당조직이 확립되고, 후보자 및 정강의 결정에 병행하여 당조직이 선거비용의 조달과 지출의 업무를 담당하게 되었다. 그리고 개선을 희망하는 의원은 당조직의 지도를 받는 한편 원내의 행동에 관해서는 원내총무의 지시를 받게 되어 의원의 독립성은 점차 상실되어 갔다. 그러나 당운영의 실권을 누가 장악하는가는 나라에 따라 다르며, 미국에서는 원외의 직업적 보스, 독일에서는 원내정당의 간부가 잡고 있다. 이러한 근대적 정당이 성립된 것은 미국에서는 1840년경, 영국에서는 1867년 이후였다.

### 간부정당·대중정당
뒤베르제는 정당을 간부정당과 대중정당의 두 가지 유형으로 구분하고, 보수정당이나 우익정당을 전자로, 사회주의당이나 노동당을 후자로 생각하고 있다. 간부정당은 선거를 그 목표의 중심에 두고 다수의 의원을 당선시키는 일에 집중적으로 노력을 기울인다. 따라서 이러한 정당에서는 선거에서 중요한 역할을 하는 소수의 명사(名士)가 중심적인 존재가 된다. 명망이나 권세가 있어 표를 모으는 데 유리한 영향력이 있는 명사라든가, 유권자의 취급과 선거운동에 유능한 전문가나, 선거비용을 댈 수 있는 재계의 유력자 등이 그러한 존재가 되는 것이다. 이같이 간부정당에 있어 중요한 것은 당소속의 인원수보다 당소속 인원이 선거전에서 얼마만큼의 역할을 할 수 있을 것인가 하는 점이다. 그러므로 일반유권자를 권유해서 당원으로 만들 필요는 그리 없다. 또 조직면에서 볼 때 간부정당은 각 선거구의 당조직에 대해 상당한 자율성을 인정하는데, 전국조직은 이러한 지방조직의 이완된 연합체로, 말하자면 지방분권적인 구조이며 중앙집권적이며 긴밀한 결속을 특색으로 하는 지부조직의 정당과는 다르다. 대중정당은 본질적으로는 선거를 위한 조직이 아니고 특정의 사회적 이익을 위한 정치운동이므로, 이 운동에 참가하는 당원의 수가 많으면 많을수록 조직은 강대해진다. 그 위에 당은 당원에 대해서 정치교육을 실시하며 정치지도자를 양성하지 않으면 안 되며, 또 당의 활동자금을 소수의 자본가의 기부에 의하지 않고 당비로 충당하므로 이 모든 의미에서 당원수가 많을 필요가 있다. 조직면에서는 대중정당은 긴밀하게 결속된 지부조직의 정당이며 중앙집권적인 전국조직이 그 구조적 특색이다. 간부정당과 대중정당의 구별에는 역사적인 배경이 있다. 일반대중에게 선거권이 없고 따라서 정치적 영향력이 전혀 없던 시대에는 대중을 당원으로 조직한다는 것은 전혀 무의미한 일이었다. 우선 당원이라는 개념 자체가 제한선거가 보통선거로 발전함으로써 생긴 개념이었다. 그러나 보통선거가 실현되면서 곧 대중정당이 출현한 것은 아니었다. 간부정당은 새로 선거권을 획득한 대중을 득표조직 속에 끌어들이기 위해 당을 대중에게 개방하는 자세를 취하기는 했으나 대중의 정치참여는 한정된 범위내에서 인정한 데 불과했고, 당운영의 실권은 여전히 소수간부의 손에 머물러 있다. 대중정당의 출현은 사회당이나 노동당의 등장을 기다리지 않으면 안 되었다.

### 국민정당·계급정당
국민정당과 계급정당의 구분기준은 주로 정치투쟁의 무기로서 이용되는 이데올로기의 성격이며 학술적인 것은 아니다. 즉 보수정당의 입장에서는 이런 주장이 성립된다. 정당은 공적 성격을 지닌 것으로 전 국민적·전 국가적인 이익의 추진을 목적으로 광범한 일반국민으로부터 지지를 받아야 한다. 이것이 국민정당의 본분이며, 특정의 계급적 입장에서 계급적 이익의 증진을 도모하고, 주로 노동자계급의 지지를 얻으려고 하는 정당, 즉 계급적 정당은 특정계급의 이익을 국가의 이익에 우선시키므로 의회민주주의 이념에 배치된다. 한편 노동당이나 사회주의 정당의 주장은 이러하다. "사회에는 현실에 있어 서로 대립하는 계급이 존재하는데, 특히 오늘날과 같이 국가의 사회적·경제적 간섭이 적극화된 시대에는 계급적 이익을 초월한 전 국민적 내지는 전 국가적인 이익이란 것이 성립될 수 없다는 것은 명백하다. 국민정당을 주장하는 보수정당의 논리가 이해관계의 계급적 대립을 부정하는 것 그 자체가 지배계급의 이익과 일치되는 것이다. 그런데 보수정당이 현실적으로 수행하는 것을 결코 그들의 말하는 바와 같이 계급적인 것이 아니고, 그들은 지배계급의 정치적 이익을 대변하는 것이다." 이러한 논쟁의 의의를 이해하기 위해서는 다음과 같은 배경을 생각하지 않으면 안 된다. 지배계급에 속하는 유권자는 극히 소수이지만 피지배계급의 유권자는 압도적 다수를 이룬다. 따라서 전자의 이익을 대표하는 정당은 전자의 계급적 이익을 강조하고, 전자의 지지만으로는 정권의 장악이 불가능해지므로 공익관념이나 세계관이나 종교 등 초(超)계급적인 호소수단을 동원할 수밖에 없다. 이와는 달리 후자의 이익을 대표하는 정당은 후자의 계급적 자각을 높여, 그 정치적 요구를 관철하기 위한 계급적 운동을 전개하는 것이 오히려 유리하다고 생각되고 있다.

### 보수정당·진보정당
보수정당은 보수주의의 입장을 취하는 정당이며 진보정당은 진보주의에 입각한 정당이다. 문제는 보수주의와 진보주의를 어떤 의미로 해석하는가에 있다. 이 구별을 매콜리(1800년-1859년)는 인간의 기질의 차이라고 보았다.
| “ | 모든 사회에는 보수주의자들이 존재하는데, 이들은 역사가 오래된 것이기만 하면 어떠한 사물에도 애착을 느껴, 어떤 개혁이 유리하다는 것을 명확히 알았을 때에도 새로운 것에 대한 불안을 느껴 그 개혁에 동의하기를 꺼려한다. 동시에 또 모든 사회에는 개혁주의자가 존재하는데, 이들은 희망에 불타 대담하게 사색하며, 항상 전진하기를 원하고, 현존하는 사물의 결함을 쉽게 발견하며, 개혁에 수반되는 위험이나 불편은 별로 고려치 않고, 모든 변화를 개혁으로 생각하려는 경향이 있다. | ” |
|   | — 매콜리 |   |

그러나 보수와 진보를 초역사적인 인간본래의 기질에 둔다는 것은 타당치 않다. 그것은 어디까지나 현존의 사회적·경제적·정치적 질서에 대한 어떤 기본자세의 문제로서 포착되어야 할 것이다. 즉 현존의 질서를 방위 내지 옹호하려는 입장이 보수주의이며, 혁신의 관념에 입각해서 현존질서에 비판적 내지 부정적인 입장을 취하는 것이 진보주의이다. 그러므로 현존 질서하에서 지배적 계층에 있는 사람은 보수주의를 지지하고, 피지배계층의 사람들은 진보주의를 지지하기 쉬운 것이다. 보수와 진보의 의미를 현존질서를 기준으로 해서 생각할 때는 그 중간적 입장은 이론적으로 성립될 수 없다. 소위 중도정당은 실은 보수정당의 온건파와 진보정당의 온건파의 집합체에 불과하다. 현존 질서의 기초에 중대한 위협이 가해질 때 중도정당이 항상 분열할 운명을 지니고 있는 것은 그 때문이다.

### 원내정당·원외정당

#### 원내정당
원내정당(院內政黨)은 국회에 소속 국회의원을 보유한 정당이다.
정치력이 막강한 정당들이며 국회의원의 수가 많을수록 정치력이 강하다.
따라서 원내정당이 국회의원을 보유한 상태에서 차기 국회의원 총선거에 출마하면 또 다시 원내정당이 되는 것이 일반적이다.
원내정당은 국회의원을 보유하고 있으므로 반드시 여당이 있어서 정권을 잡고 있는 정당이 있다.

#### 원외정당
원외정당(院外政黨)은 국회에 소속된 국회의원을 보유하지 못한 정당이다. 정치력이 미약한 정당들이며, 국회의원을 보유하지 못하여 원내에서의 발언권이 없어서 정당보다 시민단체의 성격을 띠고 있다.
원외정당들은 원내진출을 하기 위해 국회의원 총선거에 주로 비례대표로 출마하는 일이 많으나, 정치력이 미약하고, 출마하는 후보 및 선거구의 수가 적어 원내진출하는 일이 흔치 않다.

## 정당의 조직
정당이 활발하게 정치활동을 전개하고, 대립정당과의 효과적인 투쟁을 통해서 정권을 장악한다는 목적을 달성하기 위해서는 영속적인 결사(結社)로서 그 조직을 확립하고, 그것에 의해서 움직이는 기구를 갖고 있지 않으면 안 된다.
정당 조직의 목적은 다음과 같다.
1. 각 기관을 설립하여 거기에 임무와 권한을 배분하고, 이들이 서로 결합되어 전체로의 통일을 유지하며, 목적의 달성을 위해 합리적으로 또 능률적으로 상호협력할 수 있는 체제를 만드는 것, 의결기관과 중앙조직과 지방조직의 유기적 결합을 실현시킨다는 것.
2. 당원 대중의 민주적 발언권을 확보하며 당원의 모럴과 에너지를 고양시켜 당운영에 참여케 하는 동시에, 당원 중의 적극분자를 지도부의 후계자로서 양성한다는 것.

명망가 정당의 단계에서는 거의 조직이라고 할 만한 것이 없어 지도적 정치가 개개인의 주변에 막연하고 유동적인 집단이 형성되어 있을 뿐이다. 오늘날과 같이 치밀하고도 방대한 정당조직이 출현한 것은 19세기 후반에 보통선거제가 실현되어 많은 새로운 유권자가 등장하고 사회주의정당 기타의 대중정당이 성립되었기 때문이다.

## 당원
모리스 뒤베르제는 유권자를 정당과의 관계에서 투표자·지지자·당원·활동가의 4종류로 구분하여 각각의 성격과 의의를 다음과 같이 설명하고 있다. 투표자는 선거에 있어서 지지하는 정당에 투표하는 자를 말하나, 반드시 그 정당의 당원은 아니다. 지지자·당원·활동가는 반드시 안정된 투표자이며, 유권자의 당에의 관계의 강도는 투표자에서 활동가의 순서로 강하다. 투표자수에 대한 당원수의 비율을 당원율이라고 말하는데, 간부정당은 당원율이 대중정당에 비해 훨씬 낮다. 그리고 투표자와 당원 사이에는 당내의 위기나 사회적·경제적·정치적 변화에 대한 반응이나 그 수의 증감의 속도 등에 있어 뚜렷한 차이가 있다. 이것은 양자가 상대적으로 독립한 두 개의 요소임을 보여주는 것이지만 "당원이 투표자 중의 자각분자라 해서 당원을 투표자를 대표하는 존재라고 볼 수도 있다"라고 판단할 수는 없는 것이다. 의원과 기타 선거에 의한 공직은 투표자의 투표에 의해 선출되지만, 당원으로서 당의 통제를 받아야 한다. 즉 극단적으로 말해서 의원은 투표자의 의사를 따를 것인가, 당의 명령에 따를 것인가 결정해야 할 입장에 놓일 수도 있다. 투표자와 당원의 정치의식 사이에 거리가 있을 때 어떤 의미에서는 민주주의에 차질이 생기게 되므로, 정당은 그 일상적 활동 기타를 통해서 유권자나 투표자에 대한 교육 선전기능을 발휘해야 한다. 다음에 지지자라는 것은 선거시에 당의 입후보자에게 투표하는 데 그치지 않고, 당의 기관지를 구독하고 당이 주최하는 집회에 출석하고, 혹은 당의 기금을 기부하는 등 당에의 관여도가 투표자보다 높은 자를 말한다. 지지자가 선거에서 당의 후보자에 대한 안정된 투표자인 것은 물론이다. 간부 정당에는 진정한 의미의 당원은 처음부터 존재치 않으며, 일반적으로 간부정당의 '당원'이라 함은 실은 이 지지자를 두고 하는 말이다. 이에 반해서 대중정당의 경우는 지지자와 당원이 명확히 구별된다. 즉 당원은 당의 정규구성원으로 그 신분이 당원명부에 등록되어 당조직의 일원으로서의 의무(당비납부·집회출석·선거운동·일상활동 등)를 가지나, 지지자에게는 이러한 요건이 없다.

## 활동가
활동가는 당원 중의 적극분자로 모든 단계의 당조직에서 활동의 중심이 되는 소수자이다. 따라서 일반당원보다 당과의 유대가 훨씬 긴밀하다. 당비를 규칙적으로 납부함은 물론 당집회에 규칙적으로 출석하여 적극 발언하고, 선거에서는 무보수로 선거운동의 선두에 나서는 등 실제 당활동의 기획과 수행에 있어 주도적인 역할을 한다. 그러나 일반적으로 말해서 이들은 당의 의사결정을 지도하는 자라기보다는 당무의 충실한 집행자로서의 성격이 강하다. 간부정당에는 원래 당원이 존재하지 않으므로 당조직 내부에서 일하는 자는 모두 여기에서 말하는 소수의 활동가이다. 대중정당에 있어서 비로소 당원의 일부로서의 활동가의 관념이 성립되는 것이지만, 당원 중에서 활동가가 차지하는 비율은 보통 20% 이하이며, 만약 이것이 30%를 넘는 정당이 있다면 그 정당은 특히 활기에 넘치는 정당이라고 해야 할 것이다. 이와 같이 활동가의 존재는 당의 운영에 있어 빠질 수 없으며, 그들 없이는 당은 움직일 수 없는 것이다. 그러나 일단 활동가라는 핵심집단이 형성되면 일반당원이 모든 적극적인 당활동을 일체 활동가의 수중에 일임해 버리려는 경향이 생기게 되므로, 일반당원이 점점 더 수동적이 되어 당활동에서 멀어질 위험이 생길 수 있다. 그렇게 되면 민주주의적이어야 할 당운영이 소수의 활동가에 의해 지배되는 과두체제로 전환되게 된다.

## 정당의 조직원리
정당조직의 기본문제로서 3개의 논점이 있다. 그 하나는 당원조직에 대해서 중앙집권과 지방분권, 둘째로 원내정당과 당원조직의 관계, 셋째로 당내 민주주의와 과두 지배체제의 문제가 있다.

### 당원조직의 중앙집권과 지방분권
모든 조직은 각기 권한과 책임을 달리하는 여러 기관이 상하의 계층질서를 형성하고 횡적으로 상호연결된 기구인데, 그 구성기관 중에는 하부의 의사를 집약하고 상부의 명령을 자체의 책임으로 이행하는 중추적 존재가 있다. 이것이 당원조직에 있어서는 이러한 지위를 가진 것이 선거구의 당조직인데, 그 하부의 조직은 선거구조직에 의해 통괄되며, 전국조직과의 관계로는 의원 후보자의 선정과 같은 업무처리에 있어서 어떤 범위까지의 자율권이 선거구조직에 인정된다. 이렇게 선거구조직이 정당의 기본적 단위로서 그 중추적 역할을 인정받는 것은 정당이 선거활동과 밀접한 관련을 갖고 있다는 사실로써 설명된다. 따라서 전국조직에 권한을 집중시키는가(중앙집권), 혹은 선거구조직에 상당한 범위의 자율권을 인정하는가(지방분권) 하는 문제는 그 정당이 선거에 어느 정도의 중요성을 부과하는가에 따라 좌우된다. 별개의 관점에서 말한다면 이 문제는 정당성립의 역사적 배경에 의해 좌우된다고도 할 수 있다. 즉 간부정당은 원래 독립된 각 지방의 선거위원회의 이완된 연락조직으로서 성립된 것이어서, 말하자면 지방분권적 성격을 체질적으로 가지고 있다. 이와는 대조적으로 대중정당은 중앙에서의 정치운동으로 출발해서, 의회에 그 대표를 파견할 필요 때문에 지방조직을 정비하기 시작하는 것이므로, 처음부터 중앙집권적 성격을 강하게 가지고 있다.

### 원내정당과 당원조직
전국 조직이건 선거구 조직이건 요컨대 당원의 당조직인데, 당이 선출하는 의원들은 의회 안에서 협동하여 행동할 필요가 있으므로 특별한 원내조직, 즉 원내정당을 만들게 된다. 즉 의원은 당원조직의 일원인 동시에 원내정당의 일원이기도 하므로 이 양자의 관계, 특히 후자의 당원조직으로부터의 독립성이 문제가 된다. 당 성립의 역사적 배경으로 볼 것 같으면 간부정당의 경우에는 먼저 형성된 것이 원내정당으로, 그 구성원의 재선을 확보하고, 다시 새로운 다수의 의원들을 선출하여 원내정당의 세력을 확대시킬 목적으로 당원조직이 만들어졌으므로 당원조직은 원래 원내정당 때문에 있으며, 봉사하는 수단이며, 당원조직이 원내정당을 구속한다는 것은 본말이 전도된 일이라는 견해가 나오게 된다. 영국의 자유당을 예로 든다면 1876년에 전국자유당연합이 조직되어, 한편으로 선거구조직을 민주적인 것으로 재편성하는 동시에, 또 한편 이와 같은 선거구조직으로 형성된 전국연합에 의하여 당출신 의원의 원내행동을 지시하려고 시도했으나, 이 기도는 실패로 끝나고 원내정당의 주도권이 확립되었다. 그러나 대중정당의 경우에는 사정이 완전히 다르다. 노동당이나 사회주의정당의 경우 먼저 형성된 것은 노동조합이나 사회주의운동과 같은 원외의 대중조직·대중운동이며, 당원조직은 원내활동의 필요 때문에 그 후에 형성되어 선거운동을 담당하게 된 것이다. 의원들이 원내에서 조직한 원내정당은 당원조직의 입장에서 본다면 자기네의 정치적 요구나 정책을 의회를 통해서 실현시키기 위해 존재하는 것이므로, 당원조직이 원내정당에 요구와 지시를 하는 것은 당연하다는 말이 나오게 된다. 그러나 근대적 의회제도가 국민대표권과 의원의 면책특권 위에 성립되어 있다는 입장에서 본다면, 의원은 전체 국민을 대표하며 전체 국민에 대해서 책임을 져야 하므로, 의원이 당원조직의 지령에 의해서만 움직인다는 것은 위헌적이라는 비판이 나온다. 그러므로 대중정당이 원내정당의 당원조직으로부터의 독립성을 인정한다는 것은 도저히 있을 수 없는 일이나, 그것이 근대적 의회제도의 테두리 안에서 활동하는 존재로서 정권교체 체제 안에 묶여 버렸을 때에는 현실적으로 어느 정도 원내정당의 독립성을 인정치 않을 수 없는 입장에 놓이게 된다.

### 당내민주주의와 과두지배
당내민주주의는 당원이 평등한 권리를 가지고 당의 운영에 참여하여 그 의사에 따라 정당이 활동해야 한다는 원칙이다. 즉 당의 의사결정의 최고기관인 당대회에 일반당원이 대의원을 통해서 참가하며, 당대회의 결정사항을 집행하는 당의 임원은 일정한 임기 중 그 직무를 수행하고, 당대회에 정기적으로 보고할 의무가 있다는 것이 일반적인 조직형태이다. 그러나 문제는 형식적인 조직형태에 있는 것이 아니라 일반당원의 의사로 당운영의 내용이 좌우될 수 있는가의 여부에 있다. 간부정당은 권위주의적·전통적 성격이 농후하여 당수를 중심으로 하는 소수 당간부의 독재적 지배가 일반적인 사실이 되고 있다. 당수·당간부·원내정당·당원조직의 순서로 일관된 권위주의적 지도체제가 확립되어 있어 일반당원으로부터 상향하는 통제기능의 선은 매우 약하다. 이에 반해 대중정당은 당내민주주의의 원리를 당체제로서 내세우고 있으므로, 당원대중의 의사가 당지도부에 미치는 영향은 조직면에서 상당히 강하다. 즉 원리적으로는 당대회·집행부·원내정당·당수의 순서로 당원대중의 상향적 의사에 의해 민주적인 당운영이 보장되는 것으로 되어 있다. 그러나 현실에 있어 당내민주주의는 두 가지 사실 때문에 붕괴될 수밖에 없다. 이 두 가지 사실이란 정당이 투쟁단체적 성격 때문에 신속한 의사결정의 능력과 군대적 규율을 가진 계층적·통일적 조직이 필요하게 된다는 사실과 방대한 수의 당원과 막대한 당재정과 정치의 복잡화 및 전문화에 따라 필연적으로 당사무국 관료의 발언권이 증대한다는 사실이다. 그러므로 결과적으로는 당관료를 구사하는 실력을 가진 소수 간부의 수중에 당의 실권이 집중될 수밖에 없는 것이다. 한편으로는 일반당원은 무력함과 무관심 속에 빠지는데, 이것이 또 소수자의 독재를 필요하게 만드는 작용을 한다. 이 악순환이 로베르트 미헬스(1876년-1936년)가 '과두지배의 철칙'이라고 부른 병리현상이다.

## 정당의 법적 규제
정당은 본래 근대적 의회정치하에서 등장하고 발전한 것이지만, 의회정치의 원리와 정당제도간에는 조화되지 않는 점도 있다. 예를 들어 의회정치의 입각점이 되는 국민대표권의 개념은 의원의 독립성을 요구하지만, 정당조직의 발전은 필연적으로 의원을 당 의사의 구속하에 둔다. 그러므로 처음에는 국가가 정당을 오히려 적대시했다. 그러나 정당이 의회정치의 현실의 운영에 불가결한 기능을 가지고 있으므로 선거법이나 의회법으로 이를 공인하지 않을 수 없게 되었고, 또 나아가서는 국민의 정치적 통합이라는 정당의 중요 기능을 정당하게 평가하는 동시에 정당운영에 따르는 각종 폐단을 시정하기 위한 정당관계의 입법 노력도 추진되고 있다.
정당을 대상으로 하는 입법은 예전에는 원내위원회의 구성, 선거운동, 공무원의 정치적 중립 확보, 정치자금의 공개 등 개개의 사항에 관해 필요한 범위내에서 규제하는 내용에 그쳤으나, 근래에는 서독·이탈리아 및 한국처럼 헌법 중 정당에 관한 원칙규정을 두고, 또 정당에 관한 독립입법을 하는 경우(아르헨티나·서독·한국 등)도 생기게 되었다.
독립적인 정당입법의 목적은 다음과 같다.
1. 정당이 국민의 정치적 통합에 대해 현실적으로 맡고 있는 중요한 역할에 비추어 보아 이것을 공인함과 동시에, 그 공적 역할에 알맞은 민주적이며 공정한 당운영을 보장하고,
2. 포말정당의 난립이나 군소정당의 군립을 방지하며(결과적으로 기성정당 옹호의 의미도 있다.),
3. 반체제정당을 탄압하려는 데에 있다.

반체제 정당의 목적은 파시즘 정당이 헌법상의 자유를 십분 이용하여 헌법체제 자체를 파괴하는 데 성공한 독일과 이탈리아의 쓰라린 경험에서 온 것이나, 서독에서는 1956년에 공산당이 반체제정당의 낙인을 찍혀 해산되었다. 정당을 대상으로 하는 독일의 법적 규제를 예로 들어 보면 다음과 같다.

### 독일의 법적 규제
독일연방공화국헌법 21조는
1. '국민의 정치적 의사의 형성에 협력'하는 의의와 기능이 있는 존재로서 정당을 공인하고, 기타 일반 결사의 자유와는 구별되는 특별한 지위를 주고,
2. 정당설립의 자유를 인정하고, 정치적 권력의 개입을 용납치 않는 자유로운 사회적 결사로서의 정당의 본질을 보장하면서,
3. 정당의 공적 성격으로 보아 그 내부조직과 자금의 운영은 법적 규제를 받는다는 점을 명백히 하고 있다. 즉 '내부질서는 민주적 원칙에 부합'되는 것이어야 한다 해서 소수간부의 독재를 배제하고, '자금출처를 공개적으로 밝혀야 한다'고 해서 자금면에서의 정당의 부패를 막고, 그 공명성을 보장하려고 하고 있는 것이다.
4. 위헌정당의 배제를 위해 '그 목적 또는 소속 당원의 행위'가 '자유로운 민주적 기본질서를 침해 또는 제거하고, 또한 독일연방공화국의 존립을 위태롭게 할 것을 목표로 하는' 정당을 위헌적이라고 보는데, 그 인정은 연방헌법재판소에서 내린다.
5. 이상의 헌법상 규정의 보다 구체적인 사항의 규제는 연방법에 위임하고 있다.

이러한 위임법률의 하나로서 1967년에 정당법이 제정·시행되었다.

## 정당의 해산
정당의 목적·활동이 민주적 기본질서에 위배되는 경우에 정부는 헌법재판소에 그 해산을 제소할 수 있고, 헌법재판소의 심판에 의하여 정당은 해산된다(헌법 제8조). 해산의 대상이 되는 정당은 원칙적으로 정당으로서 등록을 마친 정당에 한하며, 헌법재판소가 정당해산의 결정을 할 때에는 9인의 재판관 중 6인 이상의 찬성이 있어야 한다(헌법 제113조 제1항). 헌법재판소가 정당해산의 결정을 하면 그때부터 당해 정당은 모든 정당특권을 상실한다. 헌법재판소의 정당해산결정은 확인적 효력을 가지는 것이 아니라, 그 결정에 의하여 비로소 정당해산의 효과가 발생하는 창설적 효력을 가진다.

## 판례
- 정당은 그 소유재산의 귀속관계에 있어서는 법인격 없는 사단으로 파악된다.[5]
- 정당은 정치단체로서 고도의 자율권 내지 내부자치권이 보장되어야 하므로 공직선거 후보자 추천이 비민주적으로 이루어진다 하더라도 정당내부절차로서 사법심사의 대상이 되지 않는다.[6]
- 정당의 설립과 활동의 자유를 보장하는 것은 선거제도의 민주화와 국민주권을 실질적으로 현실화하고 정치적으로 자유민주주의 구현에 기여하는 데 그 목적이 있는 것이지 정치의 독점이나 무소속후보자의 진출을 봉쇄하는 정당의 특권을 설정할 수 있는 것을 의미하는 것이 아니다.[7]
- 정당은 국민의 이익을 위하여 책임 있는 정치적 주장이나 정책을 추진하고 공직선거의 후보자를 추천 또는 지지함으로써 국민의 정치적 의사형성에 참여함을 목적으로 하는 국민의 자발적 조직으로(정당법 제2조), 그 법적 성격은 일반적으로 사적, 정치적 결사 내지는 법인격 없는 사단으로 파악되고 있고, 이러한 정당의 법률관계에 대하여는 정당법의 관계 조문 이외에 일반 사법규정이 적용되므로, 정당은 공권력 행사의 주체가 될 수 없다.[8]
- 헌법 제8조 제1항은 국민 누구나 국가의 간섭을 받지 아니하고 정당을 설립할 권리를 기본권으로 보장하고 있는바, 입법자는 정당설립의 자유를 최대한 보장하는 방향으로 입법하여야 하고, 헌법재판소가 정당설립의 자유를 제한하는 법률의 합헌성을 심사할 때에는 헌법 제37조 제2항에 따라 엄격한 비례심사를 하여야 한다[9]
- 정당이 비례대표국회의원의 후보자명부를 확정하는데 있어 투표에 의한 당내경선의 방법을 채택한 경우에는 선거권을 가진 당원들의 직접, 평등, 비밀투표 등 일반적인 선거원칙이 그대로 적용된다[10].
- 국회의원선거에 참여하여 의석을 얻지 못하고 유효투표총수의 100분의 2 이상을 득표하지 못한 정당에 대해 그 등록을 취소하도록 한 구 정당법 조항은 군소정당 난립으로 인한 정치질서의 혼란을 방지하기 위한 것으로서 정당설립의 자유를 침해한다[9]
- 정당해산심판절차에 민사소송에 관한 법령을 준용할 수 있도록 한 헌법재판소법 제40조 제1항 전문은 정당의 설립과 활동의 자유 및 정당의 공정한 재판을 받을 권리를 침해하지 않는다[11]
- 헌법 제8조 제1항 전단은 단지 정당설립의 자유만을 명시적으로 규정하고 있지만, 정당의 설립만이 보장될 뿐 설립된 정당이 언제든지 해산될 수 있거나 정당의 활동이 임의로 제한될 수 있다면 정당설립의 자유는 사실상 아무런 의미가 없게 되므로, 정당설립의 자유는 당연히 정당존속의 자유와 정당활동의 자유를 포함하는 것이다. 한편, 정당의 명칭은 그 정당의 정책과 정치적 신념을 나타내는 대표적인 표지에 해당하므로, 정당설립의 자유는 자신들이 원하는 명칭을 사용하여 정당을 설립하거나 정당활동을 할 자유도 포함한다.[9]

## 각국의 정당
- 대한민국의 정당
- 미국의 정당
- 일본의 정당
- 독일의 정당
- 프랑스의 정당
- 이탈리아의 정당
- 중국의 정당
- 뉴질랜드의 정당
- 호주의 정당
- 몰타의 정당
- 몽골의 정당
- 대만의 정당
- 영국의 정당
- 러시아의 정당
- 캐나다의 정당
- 스웨덴의 정당
- 스페인의 정당
- 우크라이나의 정당
- 남아프리카공화국의 정당
- 브라질의 정당
- 인도의 정당
- 태국의 정당
- 우루과이의 정당
- 페루의 정당
- 터키의 정당
- 몰타의 정당
- 미얀마의 정당
- 아이슬란드의 정당
- 인도네시아의 정당
- 헝가리의 정당
- 불가리아의 정당
- 루마니아의 정당
- 알바니아의 정당
- 나이지리아의 정당
- 나우루의 정당
- 나미비아의 정당
- 가나의 정당
- 가봉의 정당
- 프랑스령 가이아나의 정당

## 같이 보기
- 흔히 쓰이는 정당 이름
- 옛 정당 목록
- 나라별 주요 정당 목록